# 熱海事件
熱海事件（あたみじけん）とは、1932年（昭和7年）10月30日に静岡県田方郡熱海町（現熱海市）で発生した日本共産党幹部一斉検挙事件。
事件発生時には報道が禁じられ、1933年（昭和8年）1月18日に解禁となった。
特別高等警察の「スパイM」が手引きして全国会議を開かせ、一斉検挙に及んだとされる。

## 概要
※以下の記述は、スパイの存在を否定している警察発表にもとづいたもので、個々の記述の真偽は保証できない。
警察は赤色ギャング事件の取調べを進めていくうちに、1932年（昭和7年）10月30日に熱海温泉で共産党の幹部が地方代表者会議を開催するという情報を入手し、一斉検挙をすることになった。
警視庁特別高等警察課は前日から企業の慰安会を装って現場近くに集合していたが、内偵をしていた警察官から「会議を中止して解散する素振りがある」との報告から、静岡県警察部の応援も得て当日未明に急襲することになった。
10月30日午前4時50分、100人を超える警察官は党員が宿泊している熱海市西山の別荘を包囲し一斉に踏み込んだ。共産党員の発砲により警察官2人が重軽傷を負うなど激しい抵抗があったが、11人全員逮捕された。
彼らの供述によると、丸ビルの某会社の慰安会という触れ込みで予約したが、人の集まりが悪く旅館側がその会社に問い合わせをしてしまった。このままでは警察にばれるということで急遽中止し解散しようとする矢先に警察に踏み込まれてしまったという。
なお、「スパイM」の正体は共産党幹部の一人で本事件で唯一逮捕を免れた、飯塚盈延であるといわれている（「スパイM」の「M」は飯塚が使用していた「松村」という偽名の頭文字とされている）。